# Christine Baranski
Christine Jane Baranski (Buffalo, 2 mei 1952) is een Amerikaanse actrice van Poolse afkomst. Zij won voor haar rol in de komedieserie Cybill in 1995 een Emmy Award en werd hiervoor in zowel 1996 als 1997 genomineerd voor een Golden Globe. Daarnaast won ze onder meer een American Comedy Award in 1996 (voor Cybill) en Screen Actors Guild Awards in 1995 (voor Cybill), 1997 (samen met de gehele cast van The Birdcage) en 2003 (samen met de gehele cast van Chicago). Ook is ze bekend om haar rol als Agnes van Rijn in de HBO-serie The Gilded Age (2022-heden). 
Behalve film- en vaste televisierollen had Baranski gastoptredens in verscheidene series. Zo speelde ze in april 1999 eenmalig Dr. Nora Fairchild in Frasier, waarvoor ze voor de vijfde keer werd genomineerd voor een Emmy en voor de tweede keer voor een American Comedy Award. Baranski speelt in The Big Bang Theory Leonards moeder Beverly Hofstadter en ontving haar zesde Emmy-nominatie voor een aflevering uit februari 2009. Ook was ze eenmalig te zien in onder meer The Brady Bunch, 3rd Rock from the Sun en Psych.
Baranski trouwde in 1983 met de acht jaar oudere acteur Matthew Cowles, met wie ze in 1984 dochter Isabel kreeg en in 1987 dochter Lily. Ze bleven samen tot zijn overlijden in 2014.

## Filmografie
*Exclusief televisiefilms
| - Christmas on the Square (2020) - Mamma Mia! Here We Go Again (2018) - A Bad Moms Christmas (2017) - Miss Sloane (2016) - Trolls (2016, stem) - Into the Woods (2014) - Foodfight! (2012) - The Bounty Hunter (2010) - Mamma Mia! (2008) - Bonneville (2006) - Relative Strangers (2006) - East Broadway (2006) - Scooby-Doo! in Where's My Mummy? (2005, stem) - Welcome to Mooseport (2004) - Marci X (2003) - Chicago (2002) - The Guru (2002) - How the Grinch Stole Christmas (2000) - Bowfinger (1999) - Cruel Intentions (1999) | - Bulworth (1998) - The Odd Couple II (1998) - The Birdcage (1996) - Jeffrey (1995) - New Jersey Drive (1995) - The War (1994) - Getting In (1994) - The Ref (1994) - Addams Family Values (1993) - Life with Mikey (1993) - The Night We Never Met (1993) - Reversal of Fortune (1990) - The Pick-up Artist (1987) - Legal Eagles (1986) - 9½ Weeks (1986) - Crackers (1984) - Lovesick (1983) - Soup for One (1982) - Who's Minding the Mint? (1967) |

## Televisieseries
*Exclusief eenmalige gastrollen
- Nine Perfect Strangers (2024)
- Praise Petey - White St. Barts (stem) (2023)
- The Gilded Age - Agnes van Rijn (2022-heden)
- The Good Fight - Diane Lockhart (2017-2022)
- The Good Wife - Diane Lockhart (2009-2016, 156 afleveringen)
- The Big Bang Theory - Beverly Hofstadter  (2009-2018, dertien afleveringen)
- Ugly Betty - Victoria Hartley (2009, vier afleveringen)
- Ghost Whisperer - Faith Clancy (2005, twee afleveringen)
- Happy Family - Annie Brennan (2003-2004, 22 afleveringen)
- Presidio Med - Dr. Terry Howland (2002, twee afleveringen)
- Welcome to New York - Marsha Bickner (2000-2001, dertien afleveringen)
- Cybill - Maryann Thorpe (1995-1998, 87 afleveringen)
- Law & Order - Katherine Masucci Beigel (1991-1994, drie afleveringen)
- Flipper - Liz (1967, twee afleveringen)

- Bibsys: 7013833
- Bibliothèque nationale de France: cb140075761 (data)
- Gemeinsame Normdatei: 143763903
- International Standard Name Identifier: 0000 0001 1681 6555
- Library of Congress Control Number: no95008164
- MusicBrainz: 30da6a8a-7be2-48d2-8894-8ec8227600d6
- Nationale Bibliotheek van Tsjechië: xx0090253
- Nationale Bibliotheek van Israël: 987007332520705171
- Nationale Bibliotheek van Polen: a0000001727996
- Nederlandse Thesaurus van Auteursnamen: 381191958
- SNAC: w6j43dr4
- Système universitaire de documentation: 147639778
- Virtual International Authority File: 85902095
- WorldCat: E39PBJyRrP7gpBQygm3qybDXh3